# Groupe D des éliminatoires du Championnat d'Europe de football 2012
- Équipes du groupe D

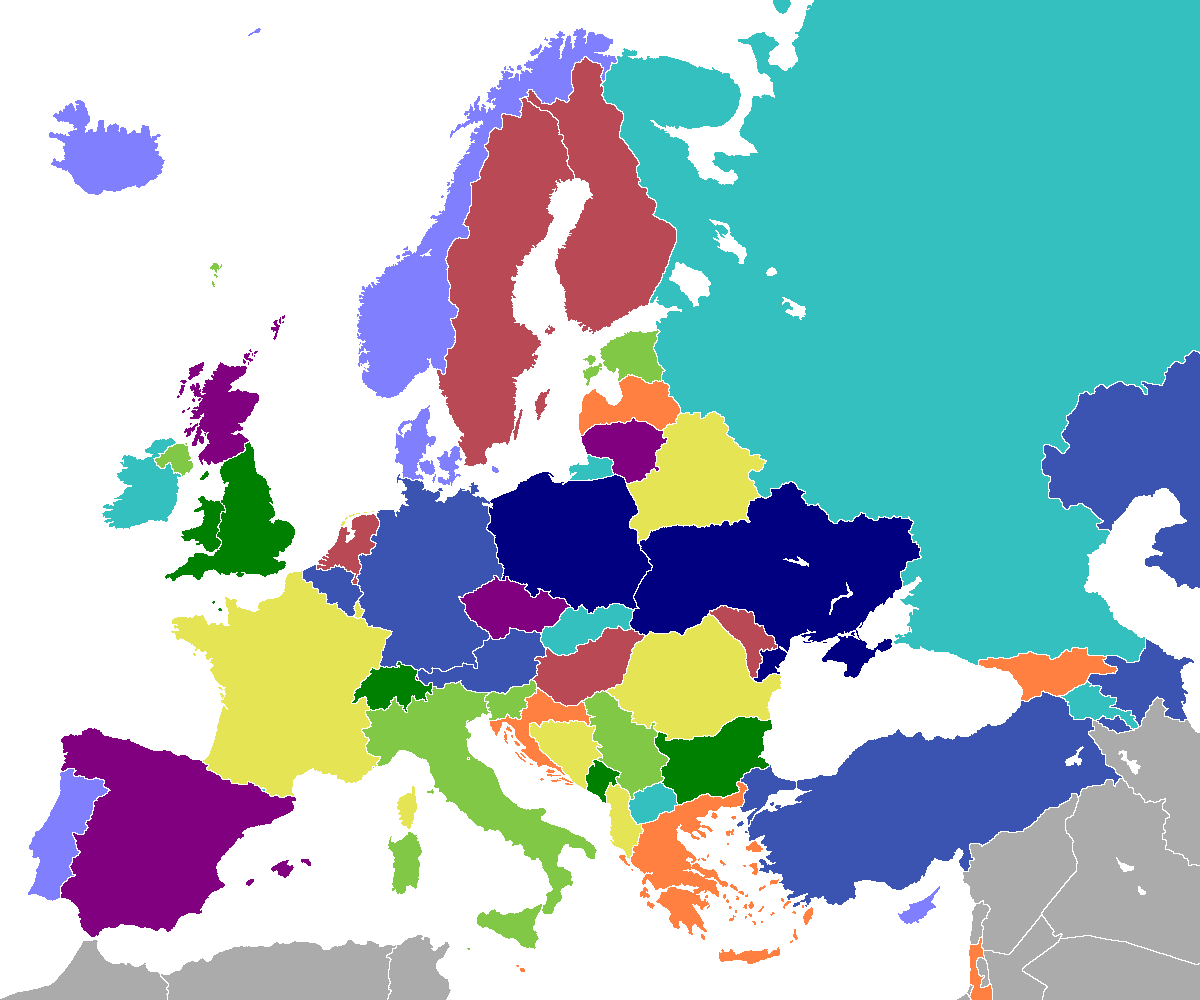
Équipes du groupe D

Le groupe D des éliminatoires du Championnat d'Europe de football 2012 est une compétition qualificative pour la phase finale de l'Euro 2012, qui se déroule en été 2012 en Pologne et Ukraine.

## Déroulement
Le calendrier des matches a été négocié entre les participants lors d'une réunion au Luxembourg le 19 février 2010.
Le 1er avril 2011, la Bosnie-Herzégovine est suspendue de toutes compétitions par la FIFA et l'UEFA, pour un problème de statut de la présidence de sa Fédération. La suspension est levée le 30 mai 2011.

## Compétition

### Classement
| Rang | Équipe             | Pts | J  | G | N | P | Bp | Bc | Diff |  | Résultats (▼ dom., ► ext.) | Drapeau de la France | Drapeau de la Bosnie-Herzégovine | Drapeau de la Roumanie | Drapeau de la Biélorussie | Drapeau de l'Albanie | Drapeau du Luxembourg |
| ---- | ------------------ | --- | -- | - | - | - | -- | -- | ---- |  | -------------------------- | -------------------- | -------------------------------- | ---------------------- | ------------------------- | -------------------- | --------------------- |
| 1    | France             | 21  | 10 | 6 | 3 | 1 | 15 | 4  | +11  |  | France                     |                      | 1-1                              | 2-0                    | 0-1                       | 3-0                  | 2-0                   |
| 2    | Bosnie-Herzégovine | 20  | 10 | 6 | 2 | 2 | 17 | 8  | +9   |  | Bosnie-Herzégovine         | 0-2                  |                                  | 2-1                    | 1-0                       | 2-0                  | 5-0                   |
| 3    | Roumanie           | 14  | 10 | 3 | 5 | 2 | 13 | 9  | +4   |  | Roumanie                   | 0-0                  | 3-0                              |                        | 2-2                       | 1-1                  | 3-1                   |
| 4    | Biélorussie        | 13  | 10 | 3 | 4 | 3 | 8  | 7  | +1   |  | Biélorussie                | 1-1                  | 0-2                              | 0-0                    |                           | 2-0                  | 2-0                   |
| 5    | Albanie            | 9   | 10 | 2 | 3 | 5 | 7  | 14 | -7   |  | Albanie                    | 1-2                  | 1-1                              | 1-1                    | 1-0                       |                      | 1-0                   |
| 6    | Luxembourg         | 4   | 10 | 1 | 1 | 8 | 3  | 21 | -18  |  | Luxembourg                 | 0-2                  | 0-3                              | 0-2                    | 0-0                       | 2-1                  |                       |

La France est qualifiée.
La Bosnie-Herzégovine est barragiste.

### Résultats et calendrier
| 1re journée                 | Roumanie   | 1 – 1   | Albanie    | Stade Ceahlăul, Piatra Neamț                          |                                                       |
| 3 septembre 2010 20:00 HAEC | Stancu 80e | (0 - 0) | Muzaka 87e | Spectateurs : 13 000 Arbitrage : Robert Schörgenhofer | Spectateurs : 13 000 Arbitrage : Robert Schörgenhofer |
| 3 septembre 2010 20:00 HAEC | Rapport    |         |            | Spectateurs : 13 000 Arbitrage : Robert Schörgenhofer | Spectateurs : 13 000 Arbitrage : Robert Schörgenhofer |

| 3 septembre 2010 | Luxembourg | 0 – 3   | Bosnie-Herzégovine                  | Stade Josy-Barthel, Luxembourg                   |                                                  |
| 20:15 HAEC       |            | (0 - 3) | Ibričić 6e · Pjanić 12e · Džeko 16e | Spectateurs : 7 327 Arbitrage : Veaceslav Banari | Spectateurs : 7 327 Arbitrage : Veaceslav Banari |
| 20:15 HAEC       | Rapport    |         |                                     | Spectateurs : 7 327 Arbitrage : Veaceslav Banari | Spectateurs : 7 327 Arbitrage : Veaceslav Banari |

| 3 septembre 2010 | France  | 0 – 1   | Biélorussie | Stade de France, Saint-Denis                    |                                                 |
| 21:00 HAEC       |         | (0 - 0) | Kislyak 86e | Spectateurs : 76 395 Arbitrage : William Collum | Spectateurs : 76 395 Arbitrage : William Collum |
| 21:00 HAEC       | Rapport |         |             | Spectateurs : 76 395 Arbitrage : William Collum | Spectateurs : 76 395 Arbitrage : William Collum |

| 2e journée                  | Biélorussie | 0 – 0   | Roumanie | Stade Dinamo, Minsk                             |                                                 |
| 7 septembre 2010 19:30 HAEC |             | (0 - 0) |          | Spectateurs : 15 000 Arbitrage : Pavel Kralovec | Spectateurs : 15 000 Arbitrage : Pavel Kralovec |
| 7 septembre 2010 19:30 HAEC | Rapport     |         |          | Spectateurs : 15 000 Arbitrage : Pavel Kralovec | Spectateurs : 15 000 Arbitrage : Pavel Kralovec |

| 7 septembre 2010 | Albanie    | 1 – 0   | Luxembourg | Stade Qemal Stafa, Tirana                      |                                                |
| 20:15 HAEC       | Salihi 37e | (1 - 0) |            | Spectateurs : 11 800 Arbitrage : Richard Trutz | Spectateurs : 11 800 Arbitrage : Richard Trutz |
| 20:15 HAEC       | Rapport    |         |            | Spectateurs : 11 800 Arbitrage : Richard Trutz | Spectateurs : 11 800 Arbitrage : Richard Trutz |

| 7 septembre 2010 | Bosnie-Herzégovine | 0 – 2   | France                    | Stade Asim Ferhatović Hase, Sarajevo         |                                              |
| 21:00 HAEC       |                    | (0 - 0) | Benzema 72e · Malouda 78e | Spectateurs : 30 000 Arbitrage : Felix Brych | Spectateurs : 30 000 Arbitrage : Felix Brych |
| 21:00 HAEC       | Rapport            |         |                           | Spectateurs : 30 000 Arbitrage : Felix Brych | Spectateurs : 30 000 Arbitrage : Felix Brych |

| 3e journée                | Luxembourg | 0 – 0   | Biélorussie | Stade Josy-Barthel, Luxembourg                     |                                                    |
| 8 octobre 2010 20:15 HAEC |            | (0 – 0) |             | Spectateurs : 1 857 Arbitrage : Aleksandar Stavrev | Spectateurs : 1 857 Arbitrage : Aleksandar Stavrev |
| 8 octobre 2010 20:15 HAEC | Rapport    |         |             | Spectateurs : 1 857 Arbitrage : Aleksandar Stavrev | Spectateurs : 1 857 Arbitrage : Aleksandar Stavrev |

| 8 octobre 2010 | Albanie  | 1 – 1   | Bosnie-Herzégovine | Stade Qemal Stafa, Tirana                           |                                                     |
| 20:30 HAEC     | Duro 45e | (1 - 1) | Ibišević 21e       | Spectateurs : 11 300 Arbitrage : Kristinn Jakobsson | Spectateurs : 11 300 Arbitrage : Kristinn Jakobsson |
| 20:30 HAEC     | Rapport  |         |                    | Spectateurs : 11 300 Arbitrage : Kristinn Jakobsson | Spectateurs : 11 300 Arbitrage : Kristinn Jakobsson |

| 9 octobre 2010 | France                    | 2 – 0   | Roumanie | Stade de France, Saint-Denis                   |                                                |
| 21:00 HAEC     | Rémy 83e · Gourcuff 90+3e | (0 - 0) |          | Spectateurs : 79 299 Arbitrage : Pedro Proença | Spectateurs : 79 299 Arbitrage : Pedro Proença |
| 21:00 HAEC     | Rapport                   |         |          | Spectateurs : 79 299 Arbitrage : Pedro Proença | Spectateurs : 79 299 Arbitrage : Pedro Proença |

| 4e journée                 | Biélorussie                | 2 – 0   | Albanie | Stade Dinamo, Minsk         |                             |
| 12 octobre 2010 19:30 HAEC | Rodionov 10e · Krivets 77e | (1 - 0) |         | Arbitrage : Peter Rasmussen | Arbitrage : Peter Rasmussen |
| 12 octobre 2010 19:30 HAEC | Rapport                    |         |         | Arbitrage : Peter Rasmussen | Arbitrage : Peter Rasmussen |

| 12 octobre 2010 | France                     | 2 – 0   | Luxembourg | Stade Saint-Symphorien, Metz               |                                            |
| 21:00 HAEC      | Benzema 23e · Gourcuff 76e | (1 - 0) |            | Spectateurs : 24 710 Arbitrage : Matej Jug | Spectateurs : 24 710 Arbitrage : Matej Jug |
| 21:00 HAEC      | Rapport                    |         |            | Spectateurs : 24 710 Arbitrage : Matej Jug | Spectateurs : 24 710 Arbitrage : Matej Jug |

| 5e journée         | Luxembourg | 0 – 2   | France                   | Stade Josy-Barthel, Luxembourg                   |                                                  |
| 25 mars 2011 21h00 |            | (0 - 1) | Mexès 28e · Gourcuff 72e | Spectateurs : 8 400 Arbitrage : Tom Harald Hagen | Spectateurs : 8 400 Arbitrage : Tom Harald Hagen |
| 25 mars 2011 21h00 | Rapport    |         |                          | Spectateurs : 8 400 Arbitrage : Tom Harald Hagen | Spectateurs : 8 400 Arbitrage : Tom Harald Hagen |

| 26 mars 2011 | Bosnie-Herzégovine       | 2 – 1   | Roumanie   | Bilino Polje, Zenica                                        |                                                             |
| 19h15        | Ibišević 63e · Džeko 83e | (0 - 1) | Marica 29e | Spectateurs : 12 000 Arbitrage : Fernando Teixeira Vitienes | Spectateurs : 12 000 Arbitrage : Fernando Teixeira Vitienes |
| 19h15        | Rapport                  |         |            | Spectateurs : 12 000 Arbitrage : Fernando Teixeira Vitienes | Spectateurs : 12 000 Arbitrage : Fernando Teixeira Vitienes |

| 26 mars 2011 | Albanie    | 1 – 0   | Biélorussie | Stadiumi Kombëtar Qemal Stafa, Tirana                 |                                                       |
| 20h00        | Salihi 62e | (0 - 0) |             | Spectateurs : 11 500 Arbitrage : Markus Strömbergsson | Spectateurs : 11 500 Arbitrage : Markus Strömbergsson |
| 20h00        | Rapport    |         |             | Spectateurs : 11 500 Arbitrage : Markus Strömbergsson | Spectateurs : 11 500 Arbitrage : Markus Strömbergsson |

| 6e journée         | Roumanie                | 3 – 1 | Luxembourg | Stadionul Ceahlăul, Piatra Neamț               |                                                |
| 29 mars 2011 19h45 | Mutu 24e 68e · Zicu 78e | (1-1) | Gerson 22e | Spectateurs : 14 000 Arbitrage : Hüseyin Göçek | Spectateurs : 14 000 Arbitrage : Hüseyin Göçek |
| 29 mars 2011 19h45 | Rapport                 |       |            | Spectateurs : 14 000 Arbitrage : Hüseyin Göçek | Spectateurs : 14 000 Arbitrage : Hüseyin Göçek |

| 7e journée        | Roumanie                  | 3 – 0   | Bosnie-Herzégovine | Valentin Stanescu, Giulesti, Bucarest |                            |
| 3 juin 2011 21h00 | Mutu 37e · Marica 41e 55e | (2 - 0) |                    | Arbitrage : Jonas Eriksson            | Arbitrage : Jonas Eriksson |
| 3 juin 2011 21h00 | Rapport                   |         |                    | Arbitrage : Jonas Eriksson            | Arbitrage : Jonas Eriksson |

| 3 juin 2011 | Biélorussie      | 1 – 1   | France      | Stade Dinamo, Minsk                  |                                      |
| 20h50       | Abidal 20e (csc) | (1 - 1) | Malouda 22e | Arbitrage : David Fernández Borbalán | Arbitrage : David Fernández Borbalán |
| 20h50       | Rapport          |         |             | Arbitrage : David Fernández Borbalán | Arbitrage : David Fernández Borbalán |

| 8e journée             | Biélorussie                        | 2 – 0   | Luxembourg | Stade Dinamo, Minsk       |                           |
| 7 juin 2011 20:00 HAEC | Kornilenko 48e (pen.) · Putilo 73e | (0 - 0) |            | Arbitrage : Anar Salmanov | Arbitrage : Anar Salmanov |
| 7 juin 2011 20:00 HAEC | Rapport                            |         |            | Arbitrage : Anar Salmanov | Arbitrage : Anar Salmanov |

| 7 juin 2011 | Bosnie-Herzégovine             | 2 – 0   | Albanie | Bilino Polje, Zenica   |                        |
| 20:15 HAEC  | Medunjanin 67e · Maletić 90+1e | (0 - 0) |         | Arbitrage : Kevin Blom | Arbitrage : Kevin Blom |
| 20:15 HAEC  | Rapport                        |         |         | Arbitrage : Kevin Blom | Arbitrage : Kevin Blom |

| 9e journée                 | Luxembourg | 0 – 2   | Roumanie      | Stade Josy-Barthel, Luxembourg |                            |
| 2 septembre 2011 19:30 HEC |            | (0 - 2) | Torje 34e 45e | Arbitrage : Sergei Karasev     | Arbitrage : Sergei Karasev |
| 2 septembre 2011 19:30 HEC | Rapport    |         |               | Arbitrage : Sergei Karasev     | Arbitrage : Sergei Karasev |

| 2 septembre 2011 | Biélorussie | 0 – 2   | Bosnie-Herzégovine                    | Dinamo Stadion, Minsk     |                           |
| 19:30 HEC        |             | (0 - 2) | Salihović 22e (pen.) · Medunjanin 24e | Arbitrage : Viktor Kassai | Arbitrage : Viktor Kassai |
| 19:30 HEC        | Rapport     |         |                                       | Arbitrage : Viktor Kassai | Arbitrage : Viktor Kassai |

| 2 septembre 2011 | Albanie     | 1 – 2   | France                   | Stadiumi Kombëtar Qemal Stafa, Tirana |                                   |
| 21:00 HEC        | Bogdani 46e | (0 - 2) | Benzema 11e · M'Vila 18e | Arbitrage : Aleksei Nikolaev (en)     | Arbitrage : Aleksei Nikolaev (en) |
| 21:00 HEC        | Rapport     |         |                          | Arbitrage : Aleksei Nikolaev (en)     | Arbitrage : Aleksei Nikolaev (en) |

| 10e journée            | Roumanie | 0 – 0 | France | Stadionul Naţional, Bucarest |                         |
| 6 septembre 2011 20:30 |          |       |        | Arbitrage : Howard Webb      | Arbitrage : Howard Webb |
| 6 septembre 2011 20:30 | Rapport  |       |        | Arbitrage : Howard Webb      | Arbitrage : Howard Webb |

| 6 septembre 2011 | Bosnie-Herzégovine | 1 – 0   | Biélorussie | Bilino Polje, Zenica        |                             |
| 20:15            | Misimović 87e      | (0 – 0) |             | Arbitrage : Martin Atkinson | Arbitrage : Martin Atkinson |
| 20:15            | Rapport            |         |             | Arbitrage : Martin Atkinson | Arbitrage : Martin Atkinson |

| 6 septembre 2011 | Luxembourg                | 2 – 1   | Albanie     | Stade Josy-Barthel, Luxembourg |                          |
| 20:15            | Bettmer 27e · Joachim 78e | (1 – 0) | Bogdani 64e | Arbitrage : Petteri Kari       | Arbitrage : Petteri Kari |
| 20:15            | Rapport                   |         |             | Arbitrage : Petteri Kari       | Arbitrage : Petteri Kari |

| 11e journée    | Bosnie-Herzégovine                                                 | 5 – 0   | Luxembourg |                             |                             |
| 7 octobre 2011 | Džeko 12e · Misimović 15e 22e (pen.) · Pjanić 36e · Medunjanin 51e | (4 – 0) |            | Arbitrage : Simon Lee Evans | Arbitrage : Simon Lee Evans |
| 7 octobre 2011 | Rapport                                                            |         |            | Arbitrage : Simon Lee Evans | Arbitrage : Simon Lee Evans |

| 7 octobre 2011 | Roumanie            | 2 – 2   | Biélorussie                 |                        |                        |
|                | Mutu 19e 51e (pen.) | (1 – 1) | Kornilenko 45e · Dragun 82e | Arbitrage : Alan Kelly | Arbitrage : Alan Kelly |
|                | Rapport             |         |                             | Arbitrage : Alan Kelly | Arbitrage : Alan Kelly |

| 7 octobre 2011 | France                                  | 3 – 0   | Albanie | Stade de France, Saint-Denis                          |                                                       |
| 21h00          | Malouda 11e · Rémy 38e · Réveillère 67e | (2 – 0) |         | Spectateurs : 67 000 Arbitrage : Michális Koukoulákis | Spectateurs : 67 000 Arbitrage : Michális Koukoulákis |
| 21h00          | Rapport                                 |         |         | Spectateurs : 67 000 Arbitrage : Michális Koukoulákis | Spectateurs : 67 000 Arbitrage : Michális Koukoulákis |

| 12e journée     | Albanie    | 1 – 1   | Roumanie   |                               |                               |
| 11 octobre 2011 | Salihi 24e | (1 – 0) | Luchin 77e | Arbitrage : Gediminas Mažeika | Arbitrage : Gediminas Mažeika |
| 11 octobre 2011 | Rapport    |         |            | Arbitrage : Gediminas Mažeika | Arbitrage : Gediminas Mažeika |

| 11 octobre 2011 | France           | 1 – 1   | Bosnie-Herzégovine | Stade de France, Saint-Denis                   |                                                |
| 21h00           | Nasri 78e (pen.) | (0 – 1) | Džeko 40e          | Spectateurs : 78 457 Arbitrage : Craig Thomson | Spectateurs : 78 457 Arbitrage : Craig Thomson |
| 21h00           | Rapport          |         |                    | Spectateurs : 78 457 Arbitrage : Craig Thomson | Spectateurs : 78 457 Arbitrage : Craig Thomson |

### Buteurs
| Pos | Joueur             | Pays               | Buts |
| --- | ------------------ | ------------------ | ---- |
| 1   | Adrian Mutu        | Roumanie           | 5    |
| 2   | Edin Džeko         | Bosnie-Herzégovine | 4    |
| 3   | Hamdi Salihi       | Albanie            | 3    |
| 3   | Haris Medunjanin   | Bosnie-Herzégovine | 3    |
| 3   | Zvjezdan Misimović | Bosnie-Herzégovine | 3    |
| 3   | Karim Benzema      | France             | 3    |
| 3   | Florent Malouda    | France             | 3    |
| 3   | Yoann Gourcuff     | France             | 3    |
| 3   | Ciprian Marica     | Roumanie           | 3    |
| 10  | Erjon Bogdani      | Albanie            | 2    |
| 10  | Vedad Ibišević     | Bosnie-Herzégovine | 2    |
| 10  | Miralem Pjanić     | Bosnie-Herzégovine | 2    |
| 10  | Sergei Kornilenko  | Biélorussie        | 2    |
| 10  | Loïc Rémy          | France             | 2    |
| 10  | Gabriel Torje      | Roumanie           | 2    |
| 16  | Klodian Duro       | Albanie            | 1    |
| 16  | Gjergji Muzaka     | Albanie            | 1    |
| 16  | Stanislav Dragun   | Biélorussie        | 1    |
| 16  | Sergey Kislyak     | Biélorussie        | 1    |
| 16  | Sergei Krivets     | Biélorussie        | 1    |
| 16  | Anton Putilo       | Biélorussie        | 1    |
| 16  | Vitali Rodionov    | Biélorussie        | 1    |
| 16  | Senijad Ibričić    | Bosnie-Herzégovine | 1    |
| 16  | Darko Maletić      | Bosnie-Herzégovine | 1    |
| 16  | Sejad Salihović    | Bosnie-Herzégovine | 1    |
| 16  | Philippe Mexès     | France             | 1    |
| 16  | Yann M'Vila        | France             | 1    |
| 16  | Samir Nasri        | France             | 1    |
| 16  | Anthony Réveillère | France             | 1    |
| 16  | Gilles Bettmer     | Luxembourg         | 1    |
| 16  | Aurélien Joachim   | Luxembourg         | 1    |
| 16  | Lars Gerson        | Luxembourg         | 1    |
| 16  | Srdjan Luchin      | Roumanie           | 1    |
| 16  | Bogdan Stancu      | Roumanie           | 1    |
| 16  | Ianis Zicu         | Roumanie           | 1    |

Buteur contre son camp :
| Joueur      | Pays                      | Date(s)              | Buts csc |
| ----------- | ------------------------- | -------------------- | -------- |
| Éric Abidal | France (pour Biélorussie) | Vendredi 3 juin 2011 | 1        |